# Dietingen (powiat Rottweil)
Dietingen – miejscowość i gmina  w Niemczech, w kraju związkowym Badenia-Wirtembergia, w rejencji Fryburg, w regionie Schwarzwald-Baar-Heuberg, w powiecie Rottweil, wchodzi w skład wspólnoty administracyjnej Rottweil. Leży ok. 5 km na północ od Rottweil, przy autostradzie A81.